# Diezma
Diezma es una localidad y municipio español situado en el extremo occidental de la comarca de Guadix, en la provincia de Granada, comunidad autónoma de Andalucía. Limita con los municipios de Darro, Lapeza, Quéntar, Huétor Santillán e Iznalloz. Cuenta con una población de 810 habitantes (INE 2024). Por su término discurre el río Fardes.
El municipio diezmero comprende los núcleos de población de Diezma —capital municipal— y Síllar Baja, así como varios diseminados.
Una pequeña parte de su término lo ocupa el parque natural de la Sierra de Huétor.

## Símbolos
Diezma cuenta con un escudo y bandera adoptados oficialmente el 26 de marzo de 2025.

### Escudo
Su descripción heráldica es la siguiente:

Escudo partido y entado en punta; 1.º, de gules (rojo), un castillo de oro (amarillo), aclarado de azur (azul), que consta de tres torres, surmontado de una silueta que representa Sierra Nevada. 2.º, de oro, dos antropomorfos, surmontados de una flor de lis, ambos de sable. 3.º, de plata (blanco), tres roeles de gules, dos y uno. El escusón, de plata, cargado de una granada al natural entreabierta de gules y foliada. Al timbre la corona real cerrada.

### Bandera
La enseña del municipio tiene la siguiente descripción:

Paño o bandera rectangular, de proporciones 2/3. Terciada en barra, con la siguiente disposición: Primero de color verde desde el tercio inferior del asta al tercio derecho de la parte superior del paño. Segundo, blanco desde el ángulo inferior del asta al superior de la batiente. Tercero rojo carmesí desde el tercio superior de la batiente al tercio izquierdo de la parte inferior del paño. Al centro sobrepuesto el escudo municipal.

## Demografía
Diezma cuenta con una población de 810 habitantes (INE 2024), que se distribuyen de la siguiente manera:
| Unidad poblacional | Hab. |
| ------------------ | ---- |
| Diezma             | 722  |
| Síllar Baja        | 71   |
| diseminado         | 26   |
| TOTAL              | 819  |

### Evolución de la población
| Gráfica de evolución demográfica de Diezma entre 1842 y 2021                                                        |
| |
| Población de derecho según los censos de población del INE Población de hecho según los censos de población del INE |

## Administración y política
Los resultados en Diezma de las últimas elecciones municipales, celebradas en mayo de 2023, son:
| Elecciones Municipales - Diezma (2023) | Elecciones Municipales - Diezma (2023)        | Elecciones Municipales - Diezma (2023) | Elecciones Municipales - Diezma (2023) | Elecciones Municipales - Diezma (2023) |
| Partido político                       | Partido político                              | Votos                                  | Votos                                  | Concejales                             |
| -------------------------------------- | --------------------------------------------- | -------------------------------------- | -------------------------------------- | -------------------------------------- |
|                                        | Partido Popular (PP)                          | 201                                    | 35,32 %                                | 3                                      |
|                                        | Partido Socialista Obrero Español (PSOE)      | 201                                    | 35,32 %                                | 2                                      |
|                                        | Por Diezma y Síllar (PDS)                     | 162                                    | 28,47 %                                | 2                                      |
|                                        | Vox (VOX)                                     | 3                                      | 0,52 %                                 | 0                                      |
|                                        | Izquierda Unida Para la Gente (PARA LA GENTE) | 1                                      | 0,17 %                                 | 0                                      |

### Alcaldes
| Legislatura | Nombre                                                                       | Grupo     |
| ----------- | ---------------------------------------------------------------------------- | --------- |
| 1979-1983   | Rafael Jiménez Camus                                                         | UCD       |
| 1983-1987   | Jesús García Sánchez                                                         | AP/PDP/UL |
| 1987-1991   | Jesús García Sánchez (1987-1988) José Cabo Fernández (1988-1991)             | AP        |
| 1991-1995   | Aurelio Molina Muñoz                                                         | UG        |
| 1995-1999   | Manuel Rodríguez Rodríguez                                                   | PSOE      |
| 1999-2003   | Manuel Rodríguez Rodríguez                                                   | PSOE      |
| 2003-2007   | Juan Gerardo García Leyva (2003-2005) Juan Jesús Carmona Hidalgo (2005-2007) | CID PSOE  |
| 2007-2011   | José Jesús García Rodríguez                                                  | PP        |
| 2011-2015   | José Jesús García Rodríguez                                                  | PP        |
| 2015-2019   | José Jesús García Rodríguez                                                  | PP        |
| 2019-2023   | Emilia Troncoso Rodríguez                                                    | PSOE      |
| 2023-act.   | Emilia Troncoso Rodríguez (2023-2025) Juan Carlos Cobo Fernández (2025-act.) | PSOE PDS  |

## Cultura

### Patrimonio histórico
Diezma cuenta con yacimientos de arte rupestre localizados en Síllar Baja cerca de Sierra Arana.
De época medieval procede el castillo de Cabrera, uno de los principales baluartes del camino a Granada y referenciado en las memorias de Abdallah, rey zirí de Granada a finales del siglo XI.

### Fiestas
Algunas de las celebraciones son "las lumbres", fiestas dedicadas a San Antón. Se enciende una hoguera el día 17 de enero y prenden fuego a los típicos manchos granadinos a los que dan vueltas.
El 3 de febrero se celebra San Blas, festividad en la que tiene lugar una romería en honor al santo desde la iglesia de la Anunciación hasta un pequeño monte situado en los límites del pueblo, conocido como el cerro de San Blas.
El patrón es el Cristo de la Fe, que se celebra el 15 de agosto.